# Крутой парень (фильм, 2002)
«Крутой парень» (англ. The New Guy) — молодёжная комедия от режиссёра Эда Дектера.

## Сюжет
Ученика средней школы Диззи Хариссона постоянно унижают одноклассники. Последней каплей стал случай, когда его член сломала пожилая библиотекарша. Диззи срывается и попадает в тюрьму, в которой его сокамерник Лютер (Эдди Гриффин), узнав о его злоключениях, решает ему помочь стать «Быком». Диззи добивается отчисления для последующего перевода в новую школу, в которой появится уже в новом образе и под новым именем — Гил Харрис…

## В ролях
| Актёр             | Роль                                   |
| ----------------- | -------------------------------------- |
| Ди Джей Куоллс    | Диззи Хариссон / Гил Харрис            |
| Эдди Гриффин      | Лютер                                  |
| Элайза Душку      | Даниэль                                |
| Зоуи Дешанель     | Нора                                   |
| Лайл Ловетт       | Бир Хариссон (отец Диззи)              |
| Парри Шен         | Глен                                   |
| Джеффри Льюис     | директор Зейлор                        |
| Джерри О’Коннелл  | Первый близнец на вечеринке в Хайланде |
| Чарли О’Коннелл   | Второй близнец на вечеринке в Хайланде |
| Тони Хоук         | Камео                                  |
| Vanilla Ice       | Камео                                  |
| Дэвид Хассельхофф | Камео                                  |
| Томми Ли          | Камео                                  |
| Генри Роллинз     | Камео                                  |
| Майк Коннор Гейни | Камео                                  |
| Джин Симмонс      | Преподобный                            |
| Джеймс Браун      | Камео                                  |

## Интересные факты
Фильм попал в топ «Худшие из худших 2000—2009» сайта Rotten Tomatoes.